# Cintruénigo
Cintruénigo est une ville et une municipalité située dans la communauté forale de Navarre dans le Nord de l'Espagne.
Elle est située dans la zone non bascophone de la province. Le castillan est la seule langue officielle alors que le basque n’a pas de statut officiel et n'est pas parlé. 
Situé dans la Merindad de Tudela et dans le cours inférieur de la rivière Alhama, Cintruénigo est à 92 km de la capitale de la communauté, Pampelune. Sa population en 2017 était de 7 839 habitants (INE), étant la deuxième commune la plus peuplée de La Ribera.
Le nom de Cintruénigo est cirbonero et cirbonera, applicables respectivement au masculin et au féminin. Ce nom vient du XVIe siècle au cours duquel Cintruénigo a connu une grande expansion, lorsque certains habitants de la ville de Cerbón se sont installés à Cintruénigo et ont créé un quartier appelé El barrio de los Cirboneros. Au fil du temps, ce quartier s'est intégré au centre-ville, et le démonyme s'est étendu à tous les habitants de Cintruénigo et a conduit à celui de cirboneros, qui est celui qui a survécu jusqu'à nos jours.

## Localités limitrophes
- Corella
- Fitero
- Tudela

## Administration
|             |                              |                                   |
| 2019 - ...  | Óscar Bea Trincado           | Navarra Suma (Na +)               |
| 2011 - 2019 | Raquel Garbayo Berdonces     | Unión del Pueblo Navarro UPN      |
| 2007 - 2011 | Adolfo Navascués             | Partido Socialista de Navarra PSN |
| 1995 - 2007 | Faustino León Chivite        | Unión del Pueblo Navarro UPN      |
| 1987 - 1995 | Carlos Chivite Cornago       | Partido Socialista de Navarra PSN |
| 1985 - 1987 | Jose Luis Pérez Garbayo      |                                   |
| 1984 - 1985 | Cecilio Fernandez Rincón     |                                   |
| 1979 - 1984 | Daniel Martín Martinez       |                                   |
| 1976 - 1979 | Angel Chivite Moreno         |                                   |
| 1959 - 1976 | José Rincón Bea              |                                   |
| 1955 - 1959 | Emilio Marín Calavia         |                                   |
| 1939 - 1948 | Enrique Latillade Aisa       |                                   |
| 1936 - 1939 | Primitivo Igea Lauroba       |                                   |
| 1936 - 1936 | Jose Ortega Ucedo            |                                   |
| 1933 - 1936 | Faustino León Arroyo         |                                   |
| 1930 - 1933 | Victoriano Navascués Chivite |                                   |
| 1923 - 1927 | Leopoldo Sada Marín          |                                   |
| 1922 - 1923 | Victoriano Navascués Chivite |                                   |
| 1916 - 1920 | Serafín Garbayo Navascués    |                                   |
| 1906 - 1909 | Rafael Chivite Tainta        |                                   |
| 1904 - 1905 | Galo Rincón Pérez            |                                   |

## Démographie
| Évolution démographique                                     | Évolution démographique | Évolution démographique | Évolution démographique | Évolution démographique | Évolution démographique | Évolution démographique | Évolution démographique | Évolution démographique | Évolution démographique | Évolution démographique |
| 1996                                                        | 1998                    | 1999                    | 2000                    | 2001                    | 2002                    | 2003                    | 2004                    | 2005                    | 2006                    | 2007                    |
| ----------------------------------------------------------- | ----------------------- | ----------------------- | ----------------------- | ----------------------- | ----------------------- | ----------------------- | ----------------------- | ----------------------- | ----------------------- | ----------------------- |
| 5 430                                                       | 5 475                   | 5 589                   | 5 694                   | 6 020                   | 6 190                   | 6 349                   | 6 527                   | 6 725                   | 6 783                   | 6 837                   |
| Sources: Cintruénigo et instituto de estadística de navarra |                         |                         |                         |                         |                         |                         |                         |                         |                         |                         |

### Agriculture
L'agriculture a une part importante de l'économie locale.
Cultures:
- Asperge
- Artichaut
- Vigne : Grande importance du vin. Possède de nombreuses bodégas, dont l'une des plus importantes d'Espagne (Bodegas Chivite SA). Production de vins de la Denominación de Origen (équivalent de l'AOC) Navarra.
- Olivier : Production d'Huile d'olive

### Industrie
La principale industrie est le travail de l'albâtre qui se réduit de nos jours à cause de la compétition avec la Chine.
Également, construction et fabriques de meubles.

## Fêtes
- Fêtes de la Virgen de la Paz du 7 au 13 septembre: Soulignant la tradition du "Gigantón", une danse anciennement appelée "Fiesta Alegre" interprétée par la Comparsa de Gigantes y Cabezudos à la fin de l'attente, après le départ des taureaux. Les géants et les grosses têtes accompagnent le groupe de musique dans les rues de la vieille ville jusqu'à arriver à la Plaza de los Fueros où se déroule la danse susmentionnée.
- Fête de la gastronomie de Navarre. Début octobre
- Fête des vaches sur la fleuve: Cette festivité  est célébrée le week-end qui précède les fêtes patronales et consiste à libérer des vaches dans la rivière. Les jeunes se battent et jouent avec eux tandis que les spectateurs regardent cette spectacle sur des remorques (par sécurité).

## Jumelages
- Mugron (France)[2]

## Personnages célèbres
- Frère Pedro Cognato, commandeur templier de la seigneurie / maison du Temple de Cintruénigo[3]
- Frère Raimundo de Laguarres, commandeur templier[4]
- Rodrigo de Argaiz, seigneur de Cintruénigo (1194-...)[5]

### Sources
- (es) Cet article est partiellement ou en totalité issu de l’article de Wikipédia en espagnol intitulé « Cintruénigo » (voir la liste des auteurs).
- (es) Salvador Remírez Vallejo, Los templarios en Cintruénigo : contribución al estudio de la Orden del Temple en el Reino de Navarra (siglo XII), Pampelune, Gobierno de Navarra, 2016, 524 p. (ISBN 978-84-235-3438-8, présentation en ligne)